# Hüni AG

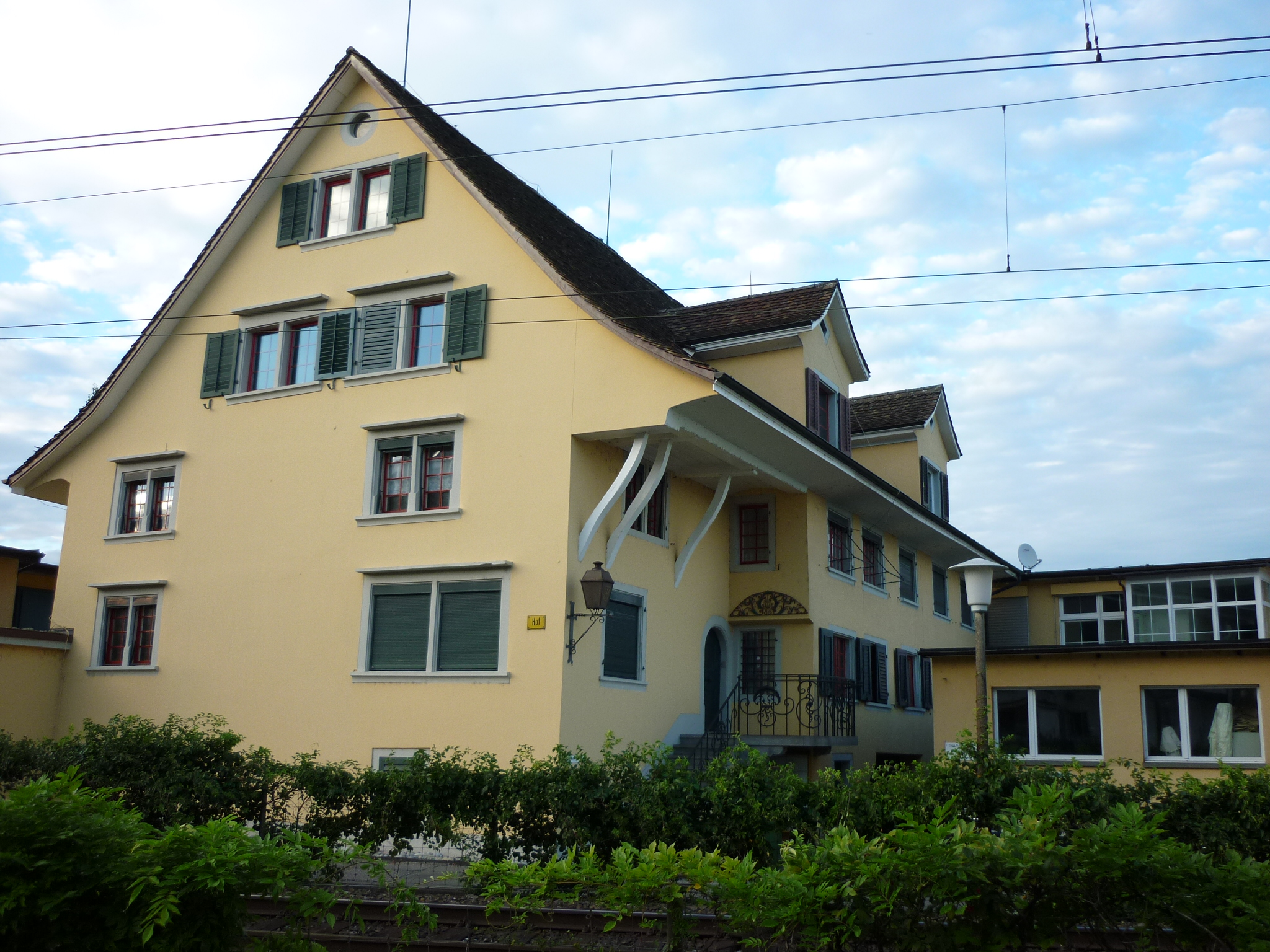
Hüni AG, Gerbereiwohnhaus

Die Hüni AG ist ein Schweizer Unternehmen für Automatisierungstechnik und Fasstechnologie für Gerbereien mit Sitz in Horgen. Sie gilt als einer der führenden Anbieter in der Automation- und Fasstechnologie für Gerbereien.

## Geschichte
Andreas Hüni kaufte 1728 die «Gerberei im Hof» neben der Sust Horgen von Gerber Heinrich Staub. Die Gerberei Hüni entwickelte sich zur grössten Gerberei in Horgen. Neben dem 1785 erbauten Gerbereiwohnhaus wurde das Gerbereiareal laufend mit Gerbereigebäuden erweitert.
Während die anderen Gerbereien den Betrieb Anfang des 19. Jahrhunderts einstellten, wurde die Gerberei Hüni zur mechanischen Gerberei mit Dampfkesselhaus und Hochkamin modernisiert.
Neben Sohl- und Kalbsleder wurden auch Riemenleder, Treibriemen und später Zeug-, Blank- und Oberleder in verschiedenen Farben hergestellt. 
Hans Heinrich Hüni erweiterte das Familienunternehmen 1859 mit der Gerberei Hüni + Co in Friedrichshafen, die sich 1959 auf Kunststoffbeschichtungen spezialisierte.
1965 wurde der Gerbereibetrieb mit der Lederproduktion in Horgen aufgegeben und zum Automationshersteller für die Gerbereiindustrie im In- und Ausland umgewandelt. Die Hüni AG unterstützt Gerbereien bei der Automatisierung, dem Design, der Planung und mit schlüsselfertigen Projekten. 1988 wurde die Produktion von Holz- und 2003 von PPH-Fässer aufgenommen.
Am Standort Horgen entwickelt die Hüni AG Steuerungen für Gerbereien und in Hüni-Niederlassungen in Italien und in der Türkei werden die in Gerbereien benötigten Fässer für die vielfältigen Gerbereiprozesse produziert.